# David Tezanos Pinto
David Alonzo Tezanos Pinto Ledezma (Cochabamba - Bolivia, 4 de abril de 1976, aunque quedó en entredicho su nacionalidad y se dice que es argentino) es un abogado penalista, destacado por su trabajo en materia carcelaria con enfoque abolicionista, así como por la redacción de anteproyectos de ley en materia penal, justicia, derechos humanos y medio ambiente.
Fue crítico al hacinamiento carcelario, al punitivismo y al modelo de represión en materia de sustancias controladas; promotor, redactor de los proyectos de indulto y amnistía presidenciales de los años 2012 a 2019, durante el gobierno de Evo Morales Ayma.
Dirigió a la Defensa Pública (2014-2016), institución estatal de servicios de defensa en materia penal a personas de escasos recursos, y se desempeñó como Defensor del Pueblo Boliviano desde el 13 de mayo de 2016 hasta la aceptación de su renuncia del 29 de enero de 2019.

## Biografía
David Alonzo Tezanos Pinto Ledezma, creció en Cochabamba, hijo del jurista Adolfo Tezanos Pinto Aranibar -de ascendencia argentina, un político perseguido por las dictaduras militares, descendiente del argentino de origen español Manuel de Tezanos Pinto (político)- y de la pintora Zaida Ledezma Mérida, nieta del Coronel y hacendado Vitaliano Ledezma Guzmán.Comenzó sus estudios escolares en 1982, saliendo bachiller en 1993.
Estudió un tiempo arquitectura en la Universidad Mayor de San Simón. Realizó viajes como mochilero en su juventud entre Bolivia y Argentina, impulsado por ideas marxistas-guevaristas. Ingresó en junio de 1998 a la carrera de Derecho en la Universidad Católica Boliviana San Pablo (UCB), concluyendo en 2001, cuando fue padre de Salvador Ignacio Tezanos Pinto Pol y especializándose en Ciencias Penales.

## Trayectoria como abogado penalista, de Derecho penitenciario y de derechos humanos
Durante su experiencia laboral ocupó los cargos de: Defensor del Pueblo desde mayo de 2016 hasta enero de 2019; Director del Servicio Plurinacional de Defensa Pública, del Ministerio de Justicia, de enero de 2014 al 12 de mayo de 2016; director general de Justicia y Derechos Fundamentales del Ministerio de Justicia (mayo de 2011 a 2013); Secretario General de la Contraloría General del Estado (2009 a abril de 2011); Director Jurídico y de Supervisión y Control del Servicio Nacional de Defensa Pública (2008-2009); y Defensor Público y profesional de la Unidad de Política Criminal (2007).
Fue conocido por impulsar, proyectar y gestionar los decretos presidenciales de indulto y amnistía. En sus diferentes actividades dentro de la Defensa Pública y la Defensoría del Pueblo, Tezanos Pinto visitaba cárceles socializando los indultos y jugaba fútbol con los privados de libertad, en partidos que organizaba con exfutbolistas profesionales, entre ellos con Marco Antonio Etcheverry y Julio César Baldivieso.
Tras su alejamiento de la Defensoría del Pueblo, Tezanos Pinto se alejó de lo público y lo político, a diferencia de los otros ex Defensores. Volvió a asesorar asuntos legislativos 5 años después, manteniéndose en perfil bajo y lejos de la polémica. 

## Defensor del Pueblo (2016-2019)
El 13 de mayo de 2016, la Asamblea Legislativa Plurinacional designó a David Tezanos Pinto como el nuevo Defensor del Pueblo, en reemplazo de Rolando Villena Villegas, cuestionándose que haya sido funcionario público (lo que no era prohibición) y su supuesto origen argentino (que no logró desvirtuar). Desde su designación, Tezanos Pinto formulaba el rol de Defensor del Pueblo como un asesor crítico de un gobierno progresista, no como un opositor a ultranza;  y era criticado por su supuesta afinidad con el oficialista Movimiento Al Socialismo cuando estuvo liderado por Evo Morales y por reconocer ideología marxista.
Durante su gestión intervino como mediador en conflictos sociales, en los que se constituía personalmente.
Entre sus trabajos se encuentra la dirección y el guion del documental Cárceles y Personas Privadas de Libertad en Bolivia (2017), la realización de los tres primeros (únicos) documentales de la Defensoría del Pueblo (2017-2018), e informes de diagnóstico sobre la situación carcelaria y tortura. Esas gestiones también comprendieron casos para la repatriación y liberación de mujeres detenidas en el extranjero por casos de microtráfico, como fue el caso de la madre de un niño que tenía cáncer.
Como Defensor del Pueblo se encontró en controversia con el órgano ejecutivo cuando señaló responsabilidades de miembros de la Policía en un conflicto con el sector minero por las muertes de mineros que derivaron en el fallecimiento del Viceministro de Régimen Interior, Rodolfo Illanes, durante agosto de 2016, entre asperezas públicas con el ministro de Gobierno, Carlos Romero Bonifaz.
Asimismo, tras lograr una resolución que declaró inconstitucional la norma que permitía los despidos laborales mediante preavisos, su acción fue criticada por el ministro de Justicia, Héctor Arce Zaconeta, que señaló que dicha sentencia era una aberración jurídica, así como por Álvaro García Linera, que planteaba concertar una norma que pueda equilibrar los intereses de los empresarios privados; sin embargo, el Defensor fue apoyado en esas gestiones por la Central Obrera Boliviana - COB.
Antes de apartarse de la Defensoría del Pueblo, Tezanos Pinto cuestionó, junto con personajes de la izquierda boliviana, la captura en Bolivia del italiano solicitante de refugio, Cesare Battisti, por parte de Interpol, lo que contrariaba directamente al órgano ejecutivo.
Por parte de la oposición fue criticado por presentar y elaborar recursos constitucionales de acción popular contra los paros o huelgas en materia de salud, de las que en una segunda oportunidad el Tribunal Constitucional Plurinacional concedió la tutela, cuando Tezanos Pinto, que fue el redactor y tercero interesado ya había renunciado a la Defensoría del Pueblo.
De igual manera, fue objeto de críticas por no formar parte de los pronunciamientos ante la resolución constitucional que en 2017 viabilizó la repostulación del Presidente Evo Morales Ayma, aunque instó a acudir a mecanismos democráticos y pacíficos de reclamo y estar a lo que vaya a establecer la CIDH.

## Reconocimientos
David Tezanos Pinto tuvo varios reconocimientos por su trabajo y medidas logradas en favor de las personas privadas de libertad. Tras su designación como Defensor del Pueblo, la comunicadora Cecilia Bellido expresó que en una investigación previa realizada en la cárcel de Palmasola, las personas consultadas destacaban el trabajo de David Tezanos Pinto desde la Defensa Pública. 

## Lado humano y pensamiento
En una entrevista del periódico Opinión con su familia, se cuenta que de niño él jugaba fútbol en la calle con niños descalzos y que les regalaba su ropa, que era sensible y soñador. Su familia efectivamente desciende de una localidad argentina de la que viene el apellido Tezanos Pinto. En una entrevista contó que le gusta el periodismo y que sufría de insomnio. Tras varios años de haberse alejado del escrutinio público, hizo algunas referencias sobre tener TDAH. 
Es identificado por su familia y amistades como Dava o como Lobo, y por sus críticos como Pirata, por el parche que lleva en su ojo izquierdo. Reconoció su influencia marxista en diferentes oportunidades.
Tras su elección como Defensor del Pueblo se difundieron canciones, una zamba y un tinku compuestas por él y en las que cantaba, por lo que se cuestionaba aún más su afinidad con Evo Morales.
En la página Wikileaks Bolivia se señala a Tezanos Pinto como operador de Evo Morales; se cuestiona su afinidad con Los Panteras Negras, organizaciones sociales, con Palestina, y se le cuestiona por defender a Cesare Battisti.

#### Polémica y renuncia a la Defensoría del Pueblo
En mayo de 2018, Tezanos Pinto contrajo matrimonio con la modelo beniana Kary Arias en la ciudad de Cochabamba. El matrimonio se disolvió a los pocos meses y el Defensor renunció a su cargo en medio de un conflicto con su esposa, el cual se resolvió judicialmente rechazándose las referencias contra Tezanos Pinto. El 21 de enero de 2019, Tezanos Pinto había anunciado ser víctima de chantajes y amenazas por parte de su esposa y tres días después, el 24 de enero, renunció a su cargo de Defensor del Pueblo, luego que fuera denunciado por supuesto maltrato.Tezanos Pinto había reconocido en una conferencia de prensa haberle sido infiel a Kary Arias tras una separación, indicando que esa era la razón que motivaba el conflicto con su entonces esposa. 
Tras la separación pública, Arias demandaba la suma de 7 000 bolivianos (1 000 dólares) de mensualidad a su excónyuge, lo cual se descartó en la sentencia de divorcio. Las críticas en redes sociales fueron también hacia Kary Arias, puesto que la denuncia se aperturó por su sola declaración y ella reafirmó las peticiones económicas. La denuncia contra Tezanos Pinto fue rechazada por el Ministerio Público, lo cual no fue objetado. Tiempo después, Kary Arias culparía a la jurista, analista y política cruceña Nadia Beller de haber sido la principal causa del rompimiento de su matrimonio.